# 新堀川 (新潟県)
新堀川（しんぼりがわ）は、新潟県上越市にある放水路。
頸城平野北部の潟川の排水のため江戸時代後期に開削された。

## 歴史
- 1757年：新堀川開削。（同年、長雨による砂丘の崩壊で埋没）
- 1835年：新堀川再開削。

## 施設
- 新堀川水門（新潟県上越市大潟区犀潟）
- 潟守神明宮（新潟県上越市大潟区犀潟、新堀橋脇）
- 新堀川開削由来碑（潟守神明宮境内）
- 新堀川排砂揚水機場（新潟県上越市大潟区犀潟）